# La Rectoria (Sant Pere de Vilamajor)
La Rectoria és una antiga rectoria habilitada com a centre cultural de Sant Pere de Vilamajor (Vallès Oriental) inclosa a l'Inventari del Patrimoni Arquitectònic de Catalunya.

## Descripció
Edifici aïllat, amb una era al davant i envoltat d'escultures de ferro formant una exposició. Edifici de baixos més pis i golfa. Embigat de fusta, interior dels murs pintat de blanc, paviment enrajolat i escala de pedra que puja al pis. Teulada a doble vessant amb ràfec a la catalana. Interior habilitat com a taller d'escultures.
A la façana es troba la porta d'arc de mig punt dovellada, alternant pedra vermella i blanca, amb dos bancs de pedra als costats i dos esglaons d'accés a l'entrada. Dos balcons al pis, amb barana de ferro, un dels quals té la part inferior de rajola de València amb motius florals sostingudes amb fusta. Finestres amb llindes de pedra, una d'elles cisellada.

## Història
Edifici datat sobre la finestra de les golfes: 1639.
Aquesta antiga rectoria ha estat habilitada com a centre d'Art Contemporani de Sant Pere de Vilamajor, en el qual hi resideixen temporalment uns quants escultors que hi viuen i hi treballen. Se subvencionen ells mateixos sense cap ajuda de l'ajuntament. Tenen contactes amb l'estranger.